# Список місій Grand Theft Auto IV: The Lost and Damned
В цій статті наведено список сюжетних місій гри Grand Theft Auto: The Lost and Damned. В цій грі є місії, які сюжетно перетинаються із місіями ігор GTA IV та GTA: The Ballad of Gay Tony.
| Назва | Місце                                        | Хто видає        | Винагорода |
| --- | -------------------------------------------- | ---------------- | ---------- |
| |                                              |                  |            |
| "Clean and Serene" (укр. Чистий як скельце) | вулиця Бернерс-Роуд, Ектер, Олдерні          | Біллі Грей       | $750       |
| Група байкерів на чолі із Джонні Клебіцем із байкерського клубу "The Lost MC" виходить із будівлі клубу в Ектері, сідає на байки і їде в Лефтвуд. Там вони зустрічають президента клубу Біллі Грея, якого тільки що умовно достроково випустили із в'язниці. Джонні віддає Біллі його шкіряну байкерську куртку, Біллі сідає на мотоцикл до Джонні і вони повертаються до будівлі клубу. Там всі випивають віскі з нагоди повернення Біллі. Біллі питає в Джонні де його байк. Джонні знехотя відповідає, що він продав його байк щоб оплатити Біллі адвокатів та лікування. Біллі цим дуже невдоволений. Вони вирішують повернути байк. Байкери сідають на свої байки, Біллі знов сідає на байк до Джонні і вони їдуть до майстерні в Індастріал. Там вони питають в механіка де байк Біллі. Він спочатку ухиляється від відповіді, але потім Біллі заводить байк, який механік якраз ремонтував, схоплює його та притуляє його обличчя до колеса, що обертається. Механік зізнається, що він віддав байк ворожому байкерському клубу "Янголи смерті" і він зараз знаходиться в Нортвуді. Байкери знов сідають на свої байки і їдуть в Нортвуд до "Янголів смерті". Там починається перестрілка. Джонні разом із іншими членами клубу "The Lost MC" вбивають всіх членів клубу "Янголи смерті", Біллі забирає свій байк назад і вони повертаються до будівлі клубу.                                                                                  |                                              |                  |            |
| "Angels in America" (укр. Янголи в Америці) | вулиця Бернерс-Роуд, Ектер, Олдерні          | Біллі Грей       | $750       |
| Джонні приходить до Біллі, коли той святкує своє звільнення. Між ними відбувається невеличка сварка, яку перериває Джейсон Майклз. Він каже, що надворі біля їх клубу знаходяться байкери з клубу "Янголи смерті". Джонні, Біллі, Джейсон та інші виходять надвір. Там член клубу "Янголи смерті" виражає своє невдоволенням вбивством його товаришів і каже, що між клубами є перемир'я. Біллі каже що не знає ні про яке перемир'я. Член клубу "Янголи смерті" розвертається і йде. Біллі дістає пістолет і вбиває його. Члени клубу "Янголи смерті" починають втікати. Члени клубу "The Lost MC" сідають на байки, наздоганяють їх і вбивають, після чого збираються в Нортвуді. Джейсон Майклз каже, що поїде розважиться з якоюсь російською дівчиною в Брокер. |                                              |                  |            |
| "It's War" (укр. Це війна) | вулиця Бернерс-Роуд, Ектер, Олдерні          | Біллі Грей       | $750       |
| Біллі розмовляє з новим членом клубу на ім'я Дейв Гросман, який працює адвокатом в адвокатській конторі Голдберга. До них підходить Джонні і просить Дейва відійти, щоб він міг поговорити з Біллі наодинці. Джонні із Біллі починають розмовляти. Раптом Біллі отримує повідомлення що на членів їх клубу напали члени клубу "Янголи смерті". Всі одразу зриваються з місця, сідають на байки і їдуть до покинутого заводу в Ектер-Індастріал-Парк, де члени клубу "The Lost MC" потрапили у засідку. Джонні разом з іншими вбивають всіх членів клубу "Янголи смерті", після чого сідають на байки і їдуть до іншого заводу східніше, де також вбивають всіх янголів смерті. Після цього всі збираються разом і Біллі повідомляє їм, що якийсь серб вбив їх друга Джейсона Майклза в Брокері за наказом батька дівчини з якою він зустрічався. Примітка: Ця місія перетинається із місією "No Love Lost" з гри Grand Theft Auto IV. |                                              |                  |            |
| "Action/Reaction" (укр. Акція/Реакція) | вулиця Бернерс-Роуд, Ектер, Олдерні          | Біллі Грей       | $1,000     |
| Джонні приходить до Біллі якраз коли той розмовляє з Реєм Бочіно. Після розмови Біллі каже всім збиратися і їхати. Всі сідають на байки і їдуть до будівлі клубу "Янголи смерті" в Норс-Холланд. Коли вони приїжджають, Біллі дає Джонні гранатомет і каже що вони повинні помститися за вбивство Джейсона Майклза. Джонні питає хіба це не був якийсь серб? Біллі відповідає що початкова інформація була невірною і Джейсона вбили члени клубу "Янголи смерті". Джонні стріляє з гранатомета у вікно будівлі, там відбувається вибух і починається пожежа. Члени клубу "The Lost MC" вступають в перестрілку з янголами смерті і вбивають всіх з них, які знаходяться на вулиці. Після цього Джонні та інші заходять в середину і вбивають всіх янголів смерті всередині. Біллі знаходить дві сумки із наркотиками і вирішує забрати їх в якості компенсації за Джейсона. Джонні намагається його зупинити, кажучи що якщо вони заберуть наркотики, то їхнє відділення клубу стане ціллю номер один для всіх янголів смерті східного узбережжя. Біллі відповідає йому що про це має думати голова клубу, а не рядовий член клубу. Після цього всі байкери з "The Lost MC" покидають будівлю поки не приїхала поліція. |                                              |                  |            |
| "Liberty City Choppers" (укр. Байки з Ліберті-Сіті) | вулиця Еспдін-Драйв, Ектер, Олдерні          | Джим Фіцджеральд | $1,000     |
| Джонні приїжджає до Джима Фіцджеральда. Той пропонує Джонні викрадати байки в янголів смерті, щоб його знайомий потім продавав їх в Японію. Джонні погоджується. Вони їдуть до вантажівки в Олдерні-Сіті, сідають в цю вантажівку і їдуть до кафе в Тюдорі, де знаходяться члени клубу "Янголи смерті". Янголи смерті припаркували свої байки біля кафе. Джонні починає заганяти їх в вантажіку. Янголи смерті помічають це, вибігають на вулицю і починають стріляти по Джонні та Джиму. Джонні із Джимом вбивають їх всіх, закінчують завантажувати байки в вантажівку, сідають в неї і повертаються в Олдерні-Сіті. По дорозі їх переслідують інші члени клубу "Янголи смерті". Коли Джонні із Джимом приїжджають, до них під'їжджає машина ФБР з якої виходять двоє агентів. Вони починають погрожувати Джонні і Джиму та кажуть, що вони стежили за членами клубу "Янголи смерті", яких Джонні із Джимом вбили, і тепер їх справу закрили. |                                              |                  |            |
| "Bad Cop Drop" (укр. Вбивство поганих поліцейських) | вулиця Еспдін-Драйв, Берчем, Олдерні         | Джим Фіцджеральд | $2,000     |
| Джонні зустрічається з Джимом у Берчемі. Джиммі каже, що агенти ФБР, яких вони зустріли після нещодавнього викрадення байків, зараз роблять йому багато проблем. Джим просить Джонні допомогти вбити їх. Джим дає Джонні автоматичний пістолет і вони їдуть до цих агентів, які стоять навпроти будівлі клубу "The Lost MC". Джим підходить до них, вдаряє одного в живіт і виливає каву на іншого, після чого сідає на байк і починає втікати разом з Джонні. Агенти починають їх переслідувати і викликають підмогу. Джонні із Джимом заманюють цих агентів і агентів, які були викликані на підмогу, в засідку, де вони разом із іншими членами клубу "The Lost MC" вбивають всіх агентів ФБР. Після цього Джонні сідає на байк, покидає місце засідки і відривається від переслідування поліції. |                                              |                  |            |
| "Buyer's Market" (укр. Ринок для покупця) | проспект Сан-Квентін, Південний Бохан, Бохан | Елізабет Торрес  | -          |
| Перед місією Джонні отримує дзвінок від Біллі, який каже що наркоторговка з Бохану на ім'я Елізабет Торез допомогла їм знайти покупця для наркотиків, які вони забрали в янголів смерті. Джонні приїжджає до неї. Елізабет каже, що чоловік зі східної Європи на ім'я Ніко Беллик та Плейбой X, якого вона одразу ж показує Джонні, будуть приглядати за продажем. Джонні сідає і починає чекати на Ніко. Коли Ніко приїжджає, Елізабет знайомить Джонні з Ніко. Продаж відбудеться у квартирі на вулиці Кессіді в Шоттлері, Брокер. Джонні каже, що спочатку повинен заїхати за товаром. Джонні їде до Браяна в Кервеза-Хайтс і забирає в нього наркотики, після чого знов зустрічається із Ніко і Плейбоєм X біля місця продажу. Всі троє заходять в квартиру до покупця. Покупець виявляється поліцейським і намагається їх заарештувати. Ніко вбиває його. Джонні, Ніко і Плейбоя оточує спецназ. Джонні із боєм пробирається до виходу внизу, а Ніко і Плейбой тим часом також із боєм пробираються на дах. Джонні сідає на байк і відривається від поліції. Примітка: Ця місія перетинається із місією "Blow Your Cover" з гри Grand Theft Auto IV. |                                              |                  |            |
| "Politics" (укр. Політика) | проспект Коламбус, Міддл-Парк-Іст, Алгонквін | Томас Стаббс     | $3,000     |
| Після невдачі у продажу наркотиків, Джонні подзвонив Біллі і повідомив про це. Біллі попросив Джонні попрацювати на політика Томаса Стаббса III, на якого вийшов через Дейва Гросмана. Біллі каже, що Стаббса можна знайти в елітному клубі "Ойстерс" в Міддл-Парк-Іст. Джонні приїжджає до цього клубу. На вході його зустрічає метрдотель на ім'я Лівіс. Він питає в Джонні що тому потрібно. Джонні вирішує пожартувати і питає як можна стати членом клубу. Лівіс погрожує викливати поліцію. Тоді Джонні каже, що насправді прийшов на зустріч з Томасом Стаббсом. Лівіс відводить Джонні до Томаса Стаббса. Томас каже Джонні, що йому потрібні гроші на виборчу кампанію, тому він просить Джонні вбити його дядька Артура Стаббса, який скоро прилітає на гелікоптері в аеропорт Френсіс-Інтернешнл, щоб отримати від нього спадок, при чому це все має виглядати як терористичний акт. Томас Стаббс передає Джонні гранатомет і Джонні їде в аеропорт. По дорозі він отримує повідомлення від Томаса Стаббса, що його людина допоможе Джонні виїхати із аеропорту в разі переслідування. Джонні заїзжає на територію аеропорту, збиває гелікоптер із гранатомета і покидає територію аеропорту. |                                              |                  |            |
| "Coming Down" (укр. Зниження) | проспект Галвестон, Норс-Холланд, Алгонквін  | Ешлі Баттлер     | -          |
| Перед місією Джонні отримує телефонний дзвінок від його колишньої дівчини Ешлі Баттлер. Вона каже, що потрапила у велику халепу і просить Джонні допомогти їй. Її тримають в квартирі в Норс-Холланд. Джонні приїжджає до неї. Коли він підходить до квартири, на нього нападають наркомани. Джонні вбиває їх всіх, забирає Ешлі із квартири і відвозить її додому в Берчем. |                                              |                  |            |
| "Off Route" (укр. Зі шляху) | проспект Коламбус, Міддл-Парк-Іст, Алгонквін | Томас Стаббс     | $5,000     |
| Джонні знову приходить до Томаса Стаббса. Той просить Джонні звільнити фінансистів засуджених до тюремного ув'язнення за корупцію. Стаббс каже, що вони зараз в поліцейському відділку в Лефтвуді. Джонні їде туди, вступає в перестрілку з поліцейськими, вбиває їх всіх і сідає за кермо тюремного автобуса, викинувши з нього водія. Джонні відривається від переслідування поліції, після чого відвозить ув'язнених до причалу в Ектер-Індастріал-Парк, де вони пересідають в яхту і втікають далі по воді. |                                              |                  |            |
| "This Shit's Cursed" (укр. Ця хрінь проклята) | вулиця Бернерс-Роуд, Ектер, Олдерні          | Біллі Грей       | -          |
| Біллі, Браян, Джим і Джонні обговорюють що далі робити з наркотиками вкраденими в клубу "Янголи смерті". Джим дізнався, що ці наркотики в свою чергу були вкрадені янголами смерті в тріад. Джонні каже, що вони почали війну з клубом "Янголи смерті" і за ними напевно вже спостерігають правоохоронці, тому вони не можуть собі дозволити посваритися ще із тріадами. Джим і Джонні переконують Білла продати наркотики тріадам. Біллі, Браян, Джим і Джонні сідають на байки і їдуть на зустріч з тріадами в Чайнатаун. Там Біллі віддає сумки з наркотиками Джонні і Джиму та каже щоб вони передали їх тріадам, поки він із Браяном будуть їх прикривати. Джонні і Джим беруть сумки і заходять всередину. Всередині члени тріад висловлюють своє невдоволення тим, що байкери намагаються продати їм їх же наркотики, після чого нападають на Джонні і Джима. Їм доводиться втікти на дах і звідти прориватись на вулицю. Тим часом будівлю оточує поліція і Біллі заарештовують. Коли його заарештовують, він кричить що Джонні видав його і обіцяє вбити його. Джонні із Джимом вибігають на вулицю, сідають на байки і разом з Браяном повертаються до клубу. Там Браян звинувачує Джонні в тому, що він працює на правоохоронців, але Джонні відкидає всі звинувачення. Тепер Джонні знов виконує обов'язки президента клубу. Примітка: Ця місія перетинається із місією "Chinese Takeout" з гри Grand Theft Auto: The Ballad of Gay Tony. |                                              |                  |            |
| "Hit the Pipe" (укр. Постукати в трубу) | проспект Франкфурт, Нортвуд, Алгонквін       | Джим Фіцджеральд | $2,000     |
| Джонні приїжджає до Джима в Нортвуд. Там Джим знайомить його із своїми друзями-мотоциклістами з клубу "Uptown Riders". Джим каже Джонні, що ці мотоциклісти дали їм купу вибухівки за допомогою якої можна завдати сильного удару по клубу "Янголи смерті". Джонні бере декілька бомб, їде в Олдерні і там підриває три фургони клубу "Янголи смерті" за допомогою цих бомб. |                                              |                  |            |
| "End of Chapter" (укр. Кінець відділу) | проспект Кокерелл, Берчем, Олдерні           | Джим Фіцджеральд | $2,000     |
| Джонні зустрічається із Джимом, Террі і Клеєм. Джим каже Джонні, що Браян, який після арешту Біллі утворив власну фракцію в клубі "The Lost MC", просить в нього перемир'я, але Джонні не вірить Браяну. Всі четверо їдуть в Порт-Тюдор де зустрічаються із Браяном і його людьми. Між Джонні і Браяном відбувається суперечка. Браян звинувачує Джонні у зраді Біллі, а Джонні звинуває Браяна в підлизуванні до Біллі. Між прихильниками Джонні і прихильниками Браяна починається перестрілка. Джонні разом із своїми прихильниками вбиває прихильників Браяна. Деякі з них починають втікати, але Джонні із друзями їх наздоганяють і вбивають. Джонні разом із Джимом повертаються до клубу. Джим каже, що чисельність клубу тепер значно впала, на що Джонні відповідає, що головне якість, а не кількість. |                                              |                  |            |
| "Bad Standing" (укр. Погане становище) | вулиця Манзано-Роуд, Лефтвуд, Олдерні        | Джим Фіцджеральд | $2,000     |
| Джонні приїжджає до Джима, Террі і Клея в Лефтвуд. Ті якраз розмовляють з Реєм Бочіно. Рей каже, що ці байкерські міжусобиці шкодять його бізнесу, тому він зацікавлений у їх припиненні. Він повідомляє Джонні, що Браян переховується в напівзруйнованому будинку в Тюдорі, сподіваючись що Джонні вб'є Браяна і міжусобиці закінчаться. Після цього Джонні їде до цього будинку, вбиває всіх охоронців Браяна. Коли він добирається до самого Браяна, то він вирішує вбивати його чи залишити в живих. Якщо Джонні вбиває Браяна, то після цього може жити в його будинку. |                                              |                  |            |
| "Heavy Toll" (укр. Велике мито) | проспект Сан-Квентін, Південний Бохан, Бохан | Елізабет Торрес  | $1,000     |
| Джонні приходить до Елізабети Торрес якраз коли вона розмовляє із Малком і ДеШоном із клубу "Uptown Riders". Елізабет просить їх викрасти фургон з наркотиками в клубу "Янголи смерті". Джонні, Малк, ДеШон і ще один член клубу "Uptown Riders" їдуть до будки збору оплати за проїзд на мосту на острові Чардж. Джонні вирубає поліцейського в будці, а Малк займає його місце. Вони чекають на фургон з наркотиками. Коли фургон нарешті приїжджає, Джонні та члени клубу "Uptown Riders" відкривають вогонь по янголам смерті, які супроводжують фургон. Коли вони всі вбиті, Джонні сідає в фургон і відвозить його в гараж в Індастріал, звідки його пізніше забере помічник Елізабет. |                                              |                  |            |
| "Marta Full of Grace" (укр. Граціозна Марта) | проспект Сан-Квентін, Південний Бохан, Бохан | Елізабет Торрес  | $2,000     |
| Джонні приходить до Елізабети Торрес. Вона якраз розмовляє по мобільному телефону зі своєю наркокур'єркою Мартою. Коли вона закінчує розмову, Джонні питає в неї чому вона така жорстока і чи справді необхідно було викрадати фургон з такими жертвами. Елізабет відповідає, що їй іноді треба когось вбивати щоб залишатись боссом, після чого розповідає про своє життя. Далі вони вирішують перейти до справи і вона просить Джонні забрати Марту з аеропорту Френсіс-Інтернешнл. Джонні приїжає до аеропорту і бачить там, як агент ФБР веде якусь жінку. Джонні питає в жінки чи її звуть Марта, і як тільки вона відповідає що так, Джонні вирубає агента ФБР. Джонні оточує поліція і ФБР. Джонні вбиває всіх поліцейських та агентів, після чого сідає на байк разом з Мартою, відривається від поліції та відвозить Марту додому до Елізабет. |                                              |                  |            |
| "Shifting Weight" (укр. Переміщаючи вагу) | проспект Сан-Квентін, Південний Бохан, Бохан | Елізабет Торрес  | $3,000     |
| Джонні приходить до Елізабети Торрес. Малк і ДеШон теж у неї. Елізабет стала дуже нервовою через те, що поліція підбирається до неї все ближче і ближче. Вона просить Джонні, Малка і ДеШона пошвидше продати наркотики. Всі троє їдуть на зустріч з двома покупцями в Булевар. Малк передає покупцям наркотики, але ті замість того щоб віддати гроші, наставляють на Джонні, Малка і ДеШона зброю. Ці троє дістають зброю майже одночасно з покупцями. Вони вбивають одного із покупців, а іншому вдається втікти перед тим знищивши байк Джонні. Джонні, Малка і ДеШона оточує поліція. Джонні сідає на мотоцикл до Малка і вони починають втікати від поліції. Поки Малк керує мотоциклом, Джонні відстрілюється від поліції. Врешті Джонні знищує останні декілька поліцейських машин за допомогою вибухівки і вони відриваються від поліції. Малк висаджує Джонні в Президент-Сіті і каже, що має повернути наркотики Елізабет. |                                              |                  |            |
| "Roman's Holiday" (укр. Вихідний в Романа) | вулиця Беббедж-Роуд, Берчем, Олдерні         | Ешлі Баттлер     | -          |
| Перед місією Джонні отримує повідомлення від його колишньої дівчини Ешлі Баттлер. Вона каже що знов потрапила у велику халепу і просить Джонні терміново приїхати до неї додому в Берчем. Коли Джонні приїжджає, він бачить в її квартирі двох членів російської мафії. Ешлі зізнається Джонні, що знов підсіла на наркотики, що не радує його. Член російської мафії каже, що Ешлі винна Дмітрію Раскалову багато грошей, тому для списання її боргу Джонні має зробити їм послугу. Вони просять Джонні викрасти чоловіка на ім'я Роман Беллик з підпільного казино в Шоттлері і привезти на склад в Індастріал. Джонні виходить з будинку, дзвонить Малку і просить його допомогти, той погоджується. Джонні їде до Малка в Нортвуд, де вони обидва сідають в машину і їдуть до підпільного казино в Шоттлері. Вони чекають біля казино на Романа Беллика, а коли він з'являється, хапають його, силою заштовхують в машину і везуть на склад в Індастріал. Примітка: Ця місія перетинається із місією "Hostile Negotiation" з гри Grand Theft Auto IV. |                                              |                  |            |
| "Diamonds in the Rough" (укр. Грубі діаманти) | вулиця Фельдспар, Маленька Італія, Алгонквін | Рей Бочіно       | -          |
| Перед місією Джонні отримує телефонний дзвінок від Ешлі. Вона просить попрацювати на Рея Бочіно. Джонні приїжджає до Рея в ресторан "Друзілла", де Рей просить його вкрасти діаманти в Тоні Прінса після того, як він їх купить в порту в Іст-Хук. Джонні виходить із ресторану, дзвонить Джиму і каже, що йому потрібна допомога. Джим каже, що зараз приїде з іншими членами клубу "The Lost MC". Джонні зустрічається з ними біля в'їзду на Брокерський міст і вони їдуть в порт в Іст-Хук. Вони намагаються непомітно підкрастися до Тоні Принса, але його охоронець Луїс Лопес їх помічає і втікає разом із Тоні. Перед тим Прінс встигає віддати діаманти своєму коханцю Евану Моссу, який починає втікати на лімузині. Джонні сідає на байк і починає переслідувати його, поки інші члени клубу перестрілювались з охороною Прінса. Врешті Джонні наздоганяє Мосса, вбиває його і забирає в нього діаманти. Джонні дзвонить Рею і каже, що діаманти в нього. Рей просить сховати діаманти частинами в смітті. Примітка: Ця місія перетинається із місією "Frosting on the Cake" з гри Grand Theft Auto: The Ballad of Gay Tony. |                                              |                  |            |
| "Collector's Item" (укр. Екземпляр в колекціонера) | проспект Коламбус, Міддл-Парк, Алгонквін     | Рей Бочіно       | $10,000    |
| Перед місією Джонні отримує телефонний дзвінок від Рея Бочіно. Він хоче продати діаманти, тому просить його приїхати до музею "Лібертоніан", де відбудеться продаж. Джонні приїжджає туди і чекає там на Ніко Беллика, разом з яким буде продавати діаманти. Коли Ніко приїжджає, вони піднімаються наверх і зустрічаються із євреями, яким збираються продати діаманти. Євреї показують Джонні і Ніко гроші, після чого Ніко дає їм подивитись на діаманти. Раптом з'являється Луїс Лопес і вбиває двох євреїв. Всі розбігаються хто куди. Джонні встиг схопити валізу з грошима і тепер йому треба вибратись із музея. Він вступає в перестрілку з охороною покупців, пробирається до виходу і знищує всі машини охорони покупців, після чого дзвонить Джиму і просить з ним зустрітися. Джонні відвозить валізу з грошима Джиму. Примітка: Ця місія перетинається із місією "Museum Piece" з гри Grand Theft Auto IV та з місією "Not So Fast" з гри Grand Theft Auto: The Ballad of Gay Tony. |                                              |                  |            |
| "Was It Worth It?" (укр. Воно того варте?) | вулиця Фельдспар, Маленька Італія, Алгонквін | Рей Бочіно       | -          |
| Після інциденту в музеї "Лібертоніан" Рей дзвонить Джонні і питає в нього де гроші. Джонні відповідає, що гроші були втрачені під час перестрілки, але Рей йому не вірить. Через деякий час Джонні отримує повідомлення від Джима, в якому він просить приїхати до Рея. Коли Джонні приїжджає, Рей наставляє на нього пістолет і заводить в підвал, де підлеглий Рея катує Джима за допомогою газового пальника. Рей починає бити Джонні і питати де гроші, але Джонні не зізнається. Тим часом Джиму за допомогою канцелярського ножа вдалося перерізати мотузку, якою в нього були зв'язані руки, і він взяв в заручники помічника Рея. Рею довелось їх відпустити. Джонні із Джимом почали відступати до виходу. Перед самим виходом Джим перерізав горло помічнику Рея. Джонні із Джимом сіли на байки і почали втікати. Джонні подумав, що треба знайти Ешлі і переконатись що з нею все гаразд. Він поїхав до неї до будівлі клубу. По дорозі йому подзвонила Ешлі і сказала, що Рей вислав за ним своїх людей щоб його вбити. Джонні знаходить всі чотири машини із людьми Рея, вбиває їх всіх, після чого приїжджає до будівлі клубу, на ґанку якого сидить Ешлі. Вона повідомляє Джонні, що люди Рея вбили Джима і що Рей не єдина їхня проблема. Біллі Грей вирішив давати свідчення проти клубу щоб пом'якшити свій термін. Примітка: Ця місія перетинається із місією "No Way on the Subway" з гри Grand Theft Auto IV.                   |                                              |                  |            |
| "Get Lost" (укр. Загубись) | вулиця Бернерс-Роуд, Ектер, Олдерні          | Томас Стаббс     | $7,000     |
| Перед місією Джонні отримує дзвінок від Томаса Стаббса. Стаббс каже, що треба зустрітися тому він скоро приїде до клубу. Коли він приїжджає, він каже Джонні, що Рей не є проблемою, оскільки за ним спостерігають правоохоронці і скоро його заарештують. Але Біллі таки є проблемою, бо він хоче перевісити на Джонні всю провину за діяльність з наркотиками щоб пройти по програмі захисту свідків і звільнитись із в'язниці. Джонні вирішує вбити Біллі. Він їде до Виправної колонії штату Олдерні, зупиняється біля неї, дзвонить Террі і каже, що час навідатись до Біллі у в'язницю. Через деякий час приїжджають Террі і Клей. Террі дає Джонні всю необхідну зброю, Джонні підриває ворота в'язниці і вони перестрілюючись з охороною починають пробиратися всередину. Врешті вони проникають всередину, Джонні знаходить Біллі, вбиває його, після чого всі троє на байках повертаються до будівлі клубу. Вони заходять і бачать, що клуб зруйнований, у ньому все розбито. Вони вирішують "позбавити клуб від страждань". Террі поливає приміщення бензином і підпалює його. Джонні їде до будинку, який він відібрав у Браяна, і далі живе в ньому. |                                              |                  |            |